# Douglas Hyde
Douglas Hyde, irsky: Dubhghlas de hÍde, (17. ledna 1860, Castlerea, Irsko – 12. července 1949, Dublin) byl irský básník a v letech 1938 až 1945 první prezident Irska.

## Životopis
Douglas Hyde byl synem duchovního. Studoval práva, ale po ukončení se nestal právníkem. V roce 1893 založil „Gaelic League“ která pečovala o irský jazyk a byl jejím prezidentem až do roku 1915. V roce 1891 se stal profesorem na University of New Brunswick v Kanadě, po dvou letech se ale vrátil zpět do vlasti. V období 1909 až 1932 působil jako profesor moderní irštiny na University College Dublin. Angažoval se v Irish National Literary Society a v roce 1938 až 1945 byl prvním irským prezidentem.
Hyde se už od mládí zabýval intenzivně irštinou a její historií. Kromě vlastní tvorby překládal irské texty do angličtiny.

## Dílo
- Beside the Fire. (1890)
- The Story of Early Gaelic Literature. (1897)
- The Bursting of the Bubbles and other Irish Plays. (1905)